# Рояківка
Роякі́вка — село в Україні, у Берестинському районі Харківської області. Населення становить 404 осіб. Орган місцевого самоврядування — Рояківська сільська рада.

## Географія
Село Рояківка знаходиться на лівому березі річки Вошива, вище за течією на відстані 3 км розташоване селище Кегичівка, нижче за течією на відстані 2,5 км розташоване село Олександрівка, на протилежному березі розташоване село Гутирівка. В селі є кілька загат.

## Історія
- 1784 — дата заснування.

## Економіка
- Молочно-товарна і птахо-товарна ферми.
- «Рояківка», сільськогосподарське АП, ПП.
- Сільськогосподарське ТОВ «Софіївка»[1].